# Рудолф IV (Анхалт)
Рудолф IV фон Анхалт „Смелия“ (на немски: Rudolf IV von Anhalt, „der Tapfere“, * ок. 1466, † 7 септември 1510) от род Аскани е княз на Анхалт-Бернбург (1471–1487).
Той е най-малкият син на княз Георг (1390–1474) и четвъртата му съпруга Анна († 1513), дъщеря на граф Албрехт VIII фон Линдов-Рупин ( 1406 – 1460).
Рудолф IV е по-малък брат на Ернст († 1516) княз на Анхалт-Десау, Зигисмунд III († 1487) и Георг II († 1509) княз на Анхалт-Кьотен. Неговият по-голям полубрат е Валдемар VI († 1508) княз на Анхалт-Кьотен.
Баща му Георг се отказва от управлението през 1470 г. в полза на четирите си синове, които разделят страната. През 1471 г. братята разделят страната. Рудолф IV получава сума. Полученото през 1468 г. княжество Анхалт-Бернбург братята трябва да управляват заедно.
Рудолф IV започва през 1486 г. служба при римско-немския крал Максимилиан I, който не му платил. Рудолф IV получава финансови проблеми и преписва своята част за 3000 гулдена на курфюрст Фридрих III от Саксония. Рудолф IV става съветник на Максимилиан I. Присъства на неговата коронизация, където става рицар на Свещената Римска империя. Придружава го по-късно в Нидерландия, където двамата са пленени. Рудолф остава като заложник, за да може Максимилиан I да бъде освободен. Затова императорът освобождава Дом Анхалт от помощ за имперската война. Рудолф купува в Нидерландия господството Гробендонк и получава подарък Кицбюел от Максимилиан I.
През 1506 г. Рудолф потушава въстание в Унгария и след една година е главен командир на кралската войска против Карл от Егмонт. Като главен командир той участва в похода против Република Венеция и при завладяването на Падуа и Виченца. Той умира от висока температура (или от отрова), неженен и бездетен, при обсадата на Верона от Венеция.